# Denkmalgeschützte Objekte im Trnavský kraj
Im Trnavský  kraj bestehen 1028 denkmalgeschützte Objekte. Die unten angeführte Liste führt zu den Listen der Bezirke und gibt die Anzahl der Objekte an.

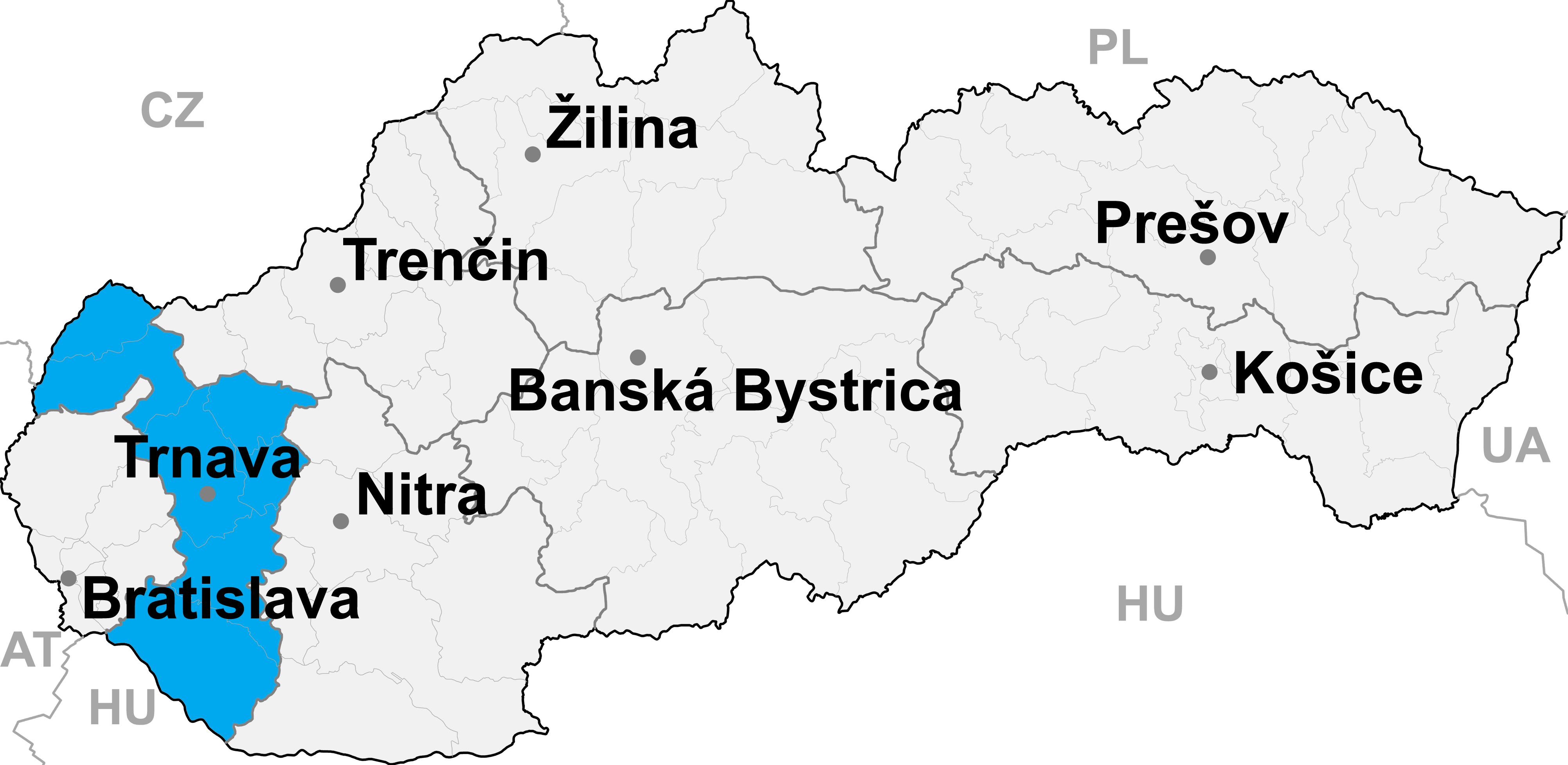

| Liste der Okresy | Objektanzahl |
| ---------------- | ------------ |
| Dunajská Streda  | 77           |
| Galanta          | 96           |
| Hlohovec         | 141          |
| Piešťany         | 142          |
| Senica           | 143          |
| Skalica          | 122          |
| Trnava           | 305          |